# American Dog Breeders Association
American Dog Breeders Association (também conhecida como ADBA) é uma associação de criadores de cães sediada nos Estados Unidos, fundada em 1909. É conhecida como o maior e mais conceituado cartório de registro da raça American Pit Bull Terrier. 
A ADBA emite certificados de pedigree e promove eventos como shows de conformação e esportes como o Weight pulling e TopDog. 

## História
A ADBA foi fundada em setembro de 1909 como uma associação para registro de múltiplas raças. O fundador e primeiro presidente, Guy McCord, era um ávido apreciador e criador de American Pit Bull Terrier e era um amigo próximo de outro famoso criador da mesma raça, John P. Colby. Colby era o esteio da ADBA e, portanto, a ADBA foi considerada a "casa" de registro para os cães da linhagem Colby. Todos os membros com boa reputação podiam registar os seus cães e ninhadas, pela taxa anual de $2,50 dólares. A ideia exclusiva do membro, gradualmente, foi substituída por um registro aberto a todos os proprietários e criadores de cães puro sangue. Ao longo do tempo a associação focou no registro do American Pit Bull Terrier.
A ADBA passou para as mãos de Frank Ferris em 1951, que gerenciou com sua esposa, Florence Colby, ex-esposa do falecido John P. Colby. Ele gerenciou a ADBA em uma escala limitada, mas com uma ênfase crescente sobre o registro de cães da raça American Pit Bull Terrier. Em 1973, através da recomendação de Howard Heinzl, Ralph Greenwood e sua família comprou a ADBA de Ferris, cuja idade avançada forçou sua aposentadoria. Heinzl era um amigo de Frank Ferris e um acérrimo defensor da ADBA, já que registrava seus cães exclusivamente com a associação.
A associação continua a crescer nos EUA e em outros países. A ADBA é o maior cartório de registro da raça American Pit Bull Terrier e já está aceitando outros cães de raça pura, geralmente lidando com raças de cães de trabalho.
Desde 27 de outubro de 2006, a ADBA vem abrindo seu stud book para aceitar outras raças de cães de raça pura. 
Hoje a ADBA aceita registrar todas as raças reconhecidas pelos kennel clubes americanos UKC e AKC.